# A komputer nem tűr ellentmondást
A komputer nem tűr ellentmondást (Computers Don’t Argue) Gordon R. Dickson science fiction novellája, amelyet 1965-ben Nebula-díjra jelöltek. Az írás tömörségében is megdöbbentő erővel mutatja be, hogy az emberi érintkezést kiküszöbölő, számítógépesített világban egy apró félreértés hogyan eszkalálódhat végzetes következményekkel járó tragédiává.
A mű magyarul a Galaktika 5. számában jelent meg 1973-ban, majd az antológia 179. számában újra olvasható volt, 2005 februárjában.

## Cselekménye
|  | Alább a cselekmény részletei következnek! |

A levelezés formájában megírt novella Walter A. Child viszontagságait meséli el. A férfi Rudyard Kipling Kim című regényének hibás példányát szeretné kicseréltetni a könyvklubjával, ám Robert Louis Stevenson Emberrablók-ját kapja helyette (ennek a címnek fontos szerepe van a történetben). Óvatlanul harcba száll az igazáért, először a komputerizált könyvklubbal, majd a hatóságokkal és a bírósággal is, de végül nagyon megbánja meggondolatlanságát.